# Nelson Acevedo
Nelson Fernando Acevedo (Resistencia, 11 luglio 1988) è un calciatore argentino, centrocampista del Talleres (RdE).

## Caratteristiche tecniche
È un centrocampista difensivo.

## Palmarès

### Club

#### Competizioni nazionali
- Campionato argentino: 1

Racing Club: 2014

#### Competizioni internazionali
- Coppa Sudamericana: 1

Defensa y Justicia: 2020